# Robert Parish
Robert Lee Parish (Shreveport, Louisiana, Estats Units), 30 d'agost de 1953) és un exjugador de bàsquet de l'NBA. Ocupava la posició de pívot i va ser un dels esportistes més destacats d'aquest esport durant la dècada dels 80. Va ser conegut per dur el doble zero (00) a la seua samarreta i pel malnom de The Chief per assemblar-se al personatge del cap indi a la pel·lícula Algú va volar sobre el niu del cucut i pel seu aspecte estoic. Ha disputat 1.611 partits a l'NBA i és el que més encontres ha jugat a la competició.

## Trajectòria esportiva
Va començar a destacar a l'equip universitari de Centenary a l'estat de la Luisiana, on va jugar entre 1973 i 1976. A l'època col·legial va donar una mitjana de 21,6 punts i 16,9 rebots per partit.
Aquestes bones marques van possibilitar el seu salt a l'NBA. Va ser escollit en el número 8 de la primera ronda del draft (sistema de fitxatge), pels Golden State Warriors, on hi disputà quatre campanyes. El 1980 fitxa pels Boston Celtics, on forma part d'una de les millors formacions de la història d'aquesta competició, junt a figures de la talla de Larry Bird o Kevin McHale, entre d'altres. A Boston hi roman 14 temporades, tot guanyant en tres ocasions l'anell de l'NBA.
El 1994, amb més de 40 anys, marxa als Charlotte Hornets. Dues temporades després, hi disputa una última campanya a les files dels Chicago Bulls, on es va retirar quan va guanyar el seu quart anell.

## Guardons
- Quatre campionats de l'NBA: 1981, 1984, 1986 i 1997.
- Nou ocasions triat per als All Star de l'NBA.
- Va guanyar la medalla d'or als Jocs Panamericans de 1975, disputat a Ciutat de Mèxic.
- El seu dorsal 00 va ser retirat dels Boston Celtics el 1998.
- El 1996, va ser triat com un dels 50 millors jugadors de la història de l'NBA.
- El 2003, va entrar al Hall of Fame de l'NBA.